# Serie 12000 de Renfe

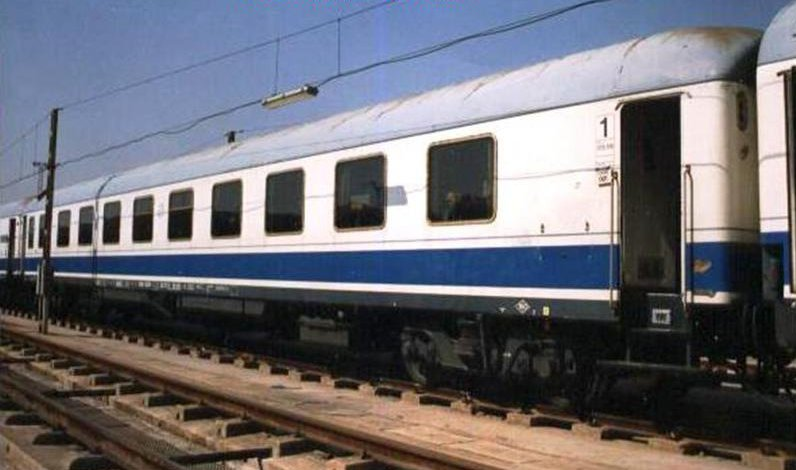

La serie 12000 de la Renfe reúne los coches de pasajeros resultantes de la transformación, desde 1987, de coches antiguos de la serie 8000 de Renfe tipo UIC-X a excepción de los coches comedor R12-12950 que proceden de la modernización de coches CIWL antiguos.

## Descripción
Esta serie incluye 298 coches 8000 originales y 5 coches CIWL antiguos. Si la mayoría de los coches permanecen en compartimentos, el A12tv-12.000 opta por una distribución en 2 estancias con pasillo central y una disposición secuencial de 2+2 asientos por fila.
El declive de la serie se inició a partir de 1997 debido a la reducción de los servicios de Estrella, empezando por los coches con bogie originales que sólo podían viajar a 120 km/h.

## Subserie
De la Serie 8000 derivan las siguientes subseries:
- 10 A12tv-12000, 50 71 11-78 001 a 010, exAA 8000  transformada entre noviembre de 1990 y marzo de 1991, trazado secuencial 2+2 en 2 salas separadas, bogies GC-3, 160 km /h; 3 en servicio en 2009.
- 3 > 2 A10-12000, 50 71 10-08 001 a 003, exAA 8045/61/65, 10 compartimentos de 6 lugares, sin aire acondicionado, transformados en 1987 en el TCR de Málaga,
- 50 A10x-12100 (12101 a 151), 50 71 10-08 001 a 119 1132&from=ser, exAA 8000 (excepción: la A10-12001 que pasa a ser la A10x-12101), 10 compartimentos de 6 plazas, climatizados, transformados desde mayo de 1988 en febrero de 1990; Se venderán 6 vagones a Argentina en 1994.
- 43 B12-12200 (12201 a 1243), 50 71 22-08..., exBB 8500, 12 compartimentos de 8 plazas , sin aire acondicionado, transformado en 1987 y 1988; retirada del servicio entre abril de 1993 y enero de 1994.
- 80 B12x-12300 (12301 a 12380), 50 71 22-08 ..., exBB 8500, 12 compartimentos de 8 plazas, climatizado, transformado de { {fecha -|mayo de 1988}} al noviembre de 1990.
- 15 D12-12400 (12401 a 12415), antiguas furgonetas DD 8100 transformadas en 1992 en TCR Málaga; libreas verdes, luego Estrella, luego roja de la BA Paquetería,
- 3 Bc10-12600 (12601 a 12603), 50 71 50-08 ..., coches cama con 10 compartimentos de 6 plazas, antiguo BBL 8100 transformado en 1987.
- 65 Bc10x-12600 (12604 a 12668), 50 71 50-08..., coches cama de 10 compartimentos de 6 plazas, exBBL 8100 transformado entre septiembre de 1989 y diciembre de 1990 en el TCR de Málaga.
- 15 Bc10xo-12750 (12751 a 12765), 50 71 50-08..., =1385&from=ser antiguos vagones-cama BBL 8100 preparados para la introducción de camillas a través de las ventanillas; destinados a los trenes de peregrinación a Lourdes (aunque al final nunca se utilizaron para este fin).
- 10 BR6x-12800 (12801 a 12810), mixto cafetería, exBB 8500, 6 compartimentos con 8 plazas, tipo 120, transformado de junio a septiembre de 1989.
- 5 AR5x-12850 (12851 a 12855), cafetería mixta, exAA 8000, 5 compartimentos con 6 plazas, tipo 120, transformado en 1989 en el TCR de Málaga.
- 8 R12-12900, 50 71 88-08 901 a 908, coches comedor de 52 plazas en mesas de 4, ex BB 8500 transformado en 1991, tipo 120; vendido a Irán en 1998 y 2000.

La subserie 12950 deriva de los antiguos vagones comedor del CIWL:
- 5 R12-12.950 50 71 88-78 051 al 055; coches exCIWL construidos por Entreprises Industrielles Charentaises Aytré (La Rochelle) en 1928; trasladado a España entre 1941 y 1942 luego reformado; restaurado por Renfe en 1991-1992 con bogies GC-3 aptos para 160 km/h.

La serie se conserva en funcionamiento con la librea CIWL por el Museo Nacional del Ferrocarril.

## Operadores militares
- España Serie 12100,[1] utilizado como vehículo de transporte de tropas/Transporte de personal generalmente en convoy.